# Dwukąt sferyczny

Dwukąt sferyczny z zaznaczonymi okręgami wielkimi, biegunami i równikiem

Dwukąt sferyczny – część sfery definiowana na dwa równoważne sposoby:
- część ograniczona dwoma różnymi łukami okręgów wielkich[1], łączącymi pewne dwa punkty antypodyczne sfery;
- przecięcie sfery i kąta dwuściennego, którego krawędź przechodzi przez środek sfery[2].

Dwukątem jest np. część powierzchni Ziemi znajdująca się między dwoma południkami.
Powierzchnia dwukąta zdefiniowanego przez sferę o promieniu {\displaystyle r} oraz kąt dwuścienny o rozwartości {\displaystyle \gamma } wynosi {\displaystyle 2\gamma r^{2}}.